# الخولانية
الخولانية أو اللهجات الخولانية أو اللغة الخولانية تشير إلى ألسنة قبيلة خولان، تشكل خليطاً من اللغة العربية واللغة الحميرية، فيعتبرها البعض لهجات عربية متأثرة بالحميرية، ويعتبرها البعض الآخر لغة أو مجموعة لغات مستقلة عن العربية ومنحدرة من الحميرية، وتشكل آخر اللغات العربية الجنوبية القديمة. ركزت الدراسات اللسانية على اللهجة الفيفية في فيفاء في جنوب السعودية، وعلى الرازحية في مديرية رازح في شمال اليمن.